# Crocidura solita
Crocidura solita — вид ссавців із родини Soricidae. Це ендемік індонезійського острова Сулавесі, де він мешкає на висоті від 700 до 2600 метрів над рівнем моря. Голотип мав довжину від голови до крижа 147 мм, хвіст 68 мм, задні ноги 16 мм і вуха 9 мм, він важив 9,5 г. Має сіре хутро, темніше на спині, ніж на животі. Його видова назва solita в перекладі з латини означає «самотній».